# Volba předsedy Senátu Parlamentu České republiky 2020 (únor)
Hlasování o post předsedy Senátu Parlamentu České republiky proběhlo dne 19. února 2020 z důvodu náhlého úmrtí úřadujícího předsedy Jaroslava Kubery. Občanská demokratická strana na tuto pozici nominovala Miloše Vystrčila, Starostové a nezávislí zase Jiřího Růžičku, který post předsedy Senátu zastával během období mezi úmrtím Jaroslava Kubery a těmito volbami. Hlasování nakonec vyhrál Vystrčil s 52 hlasy proti Růžičkovým 21 hlasům.

## Pozadí
Jaroslav Kubera byl v roce 2018 zvolen předsedou Senátu. Tuto funkci zastával až do svého úmrtí dne 20. ledna 2020. Brzy poté začaly první rychlé rozhovory o jeho možném nástupci. Někteří senátoři uvedli, že by pozici předsedy měl nadále zastávat senátor za Občanskou demokratickou stranu. Místopředseda Senátu Jan Horník uvedl, že jeho předseda se bude snažit získat sídlo předsedy Senátu a upozornit na možného kandidáta Jiřího Růžičky. Růžička sám osobně zájem také projevil. Nezávislá senátorka Jitka Chalánková se po Kuberově smrti připojila k Senátorskému klubu ODS, aby tak klub podpořila.
Organizační výbor Senátu se sešel dne 21. ledna 2020, aby vyřešil termín hlasování a možného nástupce. Výsledkem bylo rozhodnutí nemluvit o Kuberově nástupci, dokud nebude Kubera pohřben.
Miloš Vystrčil byl nominován Občanskou demokratickou stranou dne 4. února 2020. Jeho kandidaturu schválila i KDU-ČSL. Naopak Senátorský klub Starostové a nezávislí nominoval Jiřího Růžičku. Vystrčil a Růžička se sešli na společné tiskové konferenci dne 5. února 2020, aby si navzájem vyjádřili respekt a řekli svou vizi o tom, jaký druh předsedy Senátu chtějí být. Růžička uvedl, že chce být nad politickými stranami a působit spíše jako nezávislý prezident, zatímco Vystrčil prohlásil, že chce pokračovat v Kuberově práci a dát pozici prezidenta přidanou hodnotu. ANO 2011 5. února oznámilo, že podpoří Vystrčilovu kandidaturu. Česká sociálně demokratická strana také rozhodla o podpoření Miloše Vystrčila, oznámila to 6. února 2020. Senátor 21 se rozhodl nepodpořit ani jednoho z kandidátů. Předseda tohoto hnutí Václav Láska uvedl, že oba dva považuje za dobré kandidáty. V únoru 2020 vedení hnutí STAN podpořilo Vystrčila a to i přesto, že senátorský klub hnutí STAN nominoval Růžičku. Vedení hnutí pak Růžičku požádalo, aby jako kandidát odstoupil z hlasování. Růžička to však odmítl a poznamenal, že někteří senátoři mu údajně řekli, že nebudou hlasovat na základě souhlasu jejich strany, což dávalo Růžičkovi šanci hlasování vyhrát.
Růžička a Vystrčil se dne 18. února 2020 sešli na společné debatě. Oba se shodli na tom, že Senát je důležitou součástí českého ústavního systému. Také prohlásili, že hlasování není tak osudné a důležité, jak si mnozí myslí.

## Kandidáti
| Jméno a rok narození    | Jméno a rok narození | Senátní informace          | Senátní informace | Senátní informace | Senátní informace           |
| Jméno a rok narození    | Jméno a rok narození | Politický subjekt          | Klub              | Obvod             | Funkce                      |
| ----------------------- | -------------------- | -------------------------- | ----------------- | ----------------- | --------------------------- |
| Jiří Růžička (* 1948)   |                      | nestraník za TOP 09 a STAN | STAN              | č. 25 – Praha 6   | úřadující předseda Senátu   |
| Miloš Vystrčil (* 1960) |                      | ODS                        | ODS               | č. 52 – Jihlava   | předseda senátorského klubu |

## Průzkumy veřejného mínění
| Datum              | Agentura | Miloš Vystrčil | Jiří Růžička | Žádný   |
| ------------------ | -------- | -------------- | ------------ | ------- |
| 12.–18. února 2020 | iDNES    | 33,70 %        | 14,92 %      | 51,38 % |

## Hlasování
Hlasování se konalo 19. února 2020. Celkem 4 senátoři se z hlasování omluvili. Vystrčil získal 52 hlasů z 76, a stal se tak novým předsedou Senátu.
| Kandidát       | Politická příslušnost                         | Hlasování | Hlasování |
| -------------- | --------------------------------------------- | --------- | --------- |
| Miloš Vystrčil | ODS                                           | 52/76     | 68,42 %   |
| Jiří Růžička   | nestraník (do Senátu zvolen za TOP 09 a STAN) | 21/76     | 27,63 %   |
| Žádný          | Žádný                                         | 3/76      | 3,95 %    |

## Důsledky
Vystrčil uvedl, že považuje za čest stát se předsedou Senátu. Růžička připustil, že očekával více hlasů, ale věří, že Vystrčil bude předsedou, který bude bojovat o dobré jméno Senátu. Vyjádřil také potěšení z toho, že volby proběhly hladce a čestně.